# Тимофеєва Ольга Олександрівна

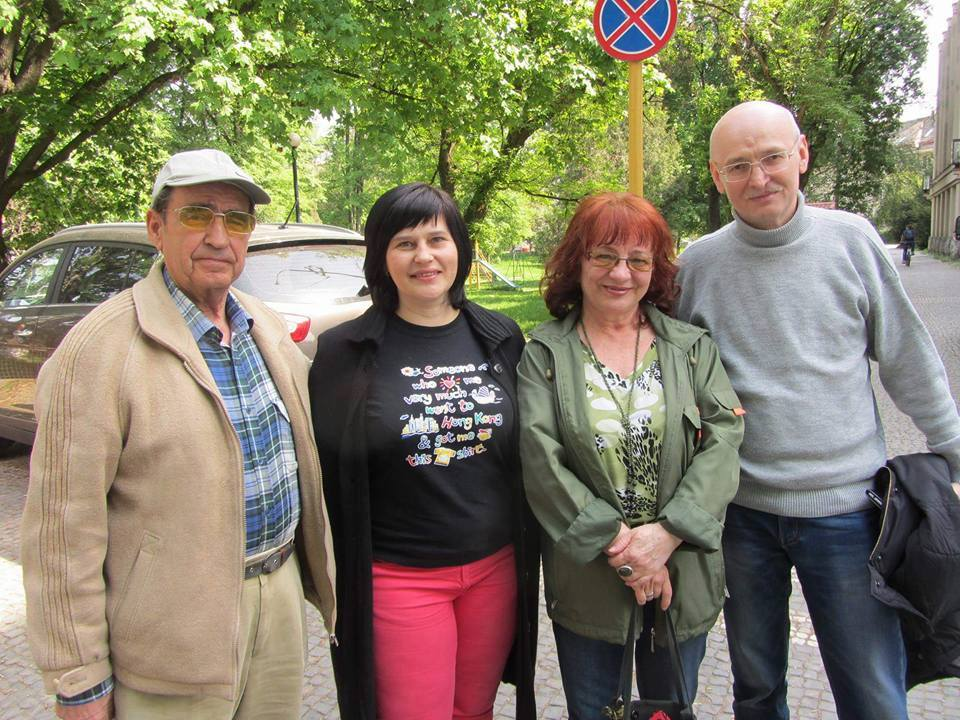
Зліва направо: Михайло Волощук, Тетяна Череп-Пероганич, Ольга Тимофеєва, Юрій Пероганич. Ужгород, весна 2016.

Ольга Олександрівна Крисюк (нар. 8 червня 1953 у містечку Золотий Потік Бучацького району Тернопільської області), у шлюбі Тимофеєва, поетичні збірки підписує як Тимофієва, — українська поетеса і дитяча письменниця, педагогиня, журналістка. Улюблений жанр — навчально-ігровий вірш, в якому поєднано дидактичне і мистецьки-ігрове. Живе у місті Ужгород.

## Життєпис
У 1970 закінчила Золотопотіцьку середню школу, вступила до Львівського педагогічного училища на заочне відділення яке 1975 року закінчила з відзнакою. Працювала в рідному дитячому садку. 1976 вступила на стаціонарне відділення педагогічного факультету Рівненського педагогічного інституту, який закінчила 1980 із відзнакою за спеціальністю викладач дошкільної педагогіки і психології, методист із дошкільного виховання.
За направленням приїхала в Закарпаття, де працювала методистом Закарпатського обласного інституту післядипломної педагогічної освіти. Автор багатьох методичних розробок, посібників, наукових статей.
Син Іван - студент Вищої школи туризму і екології (Суха Безкидська, Польща), волонтер, член Товариства польської культури Закарпаття імені Гнєви Волосєвич.

## Книги
Поезія:
- «На відстані руки» (з передмовою лауреата премії ім. Т. Г. Шевченка П. Скунця)
- «Під знаком червня» (2002)
- «Невтоленність» (2006, 2008 — друге видання)
- «Висоти вічних журавлів» (2008)
- Вибране: Поезії / Передмова Наталії Ребрик. Видання друге, змінене, доповнене. — Ужгород: Ґражда, 2012. — 240 с: іл. ISBN 978-966-176-059-1

Видання для дітей:
- «Родинна скринька» (1999)
- «Косиці Карпат» (1999)
- «Вечірня казка» (2001)
- «Чарівні віконця» (2002)
- «Незвичайний календар» (2003)
- «Котилася діжечка…» (Тернопіль: Мандрівець, 2006)
- "Лялькова вистава – чудова забава" (2008, 27 с.)
- "Календар спостережень за погодою. Квітковий календар" (2008)
- «Котикові пісеньки» (2014)
- "Затія-дивоглядія: Як зробити ляльковий театр другом кожної дитини" – Вид. 2-ге, змін. та доповн. (2014)
- «Колискова для сонечка» (2015, книга + диск)
- "Кришталеві джерела: методичний посібник для педагогів та батьків з питань формування екологічної компетентності дошкільників" Видання 2. (О. Тимофеєва, Іван Тимофеєв, 2016)
- "Зошит дошколярика: крапка, риска, завиток" – ще один до школи крок : робочий зошит. Вид. 2-ге, доп. (2016)

Відмінник освіти України, нагороджена грамотами Міністерства освіти і науки України.